# Relaciones Argentina-Egipto
Las relaciones Argentina-Egipto son las relaciones exteriores entre la República Argentina y la República Árabe de Egipto. Las relaciones diplomáticas se establecieron entre ambos países en 1947. Argentina tiene una embajada en El Cairo y Egipto tiene una embajada en Buenos Aires.

## Historia
Los países firmaron un protocolo de cooperación económica en 1998, durante una visita de Abdul Shara, secretario general de la Unión de Cámaras de Comercio de Egipto a la Argentina. En ese momento, el valor anual del comercio entre los dos países era de 460 millones de dólares, mientras que las exportaciones argentinas comprendían unos 456,3 millones de dólares de ese total, y las exportaciones egipcias solo representaban 3,7 millones de dólares.

## Visitas de alto nivel
El primer Jefe de Estado argentino que realizó una visita oficial a Egipto fue Carlos Menem, quien viajó a Egipto en 1988 y observó la apertura del reactor atómico egipcio, construido con la ayuda argentina.
La Presidenta de Argentina Cristina Kirchner, realizó una visita oficial a Egipto en noviembre de 2008, reuniéndose con el presidente egipcio Hosni Mubarak, así como el secretario general de la Liga Árabe, Amr Mussa. Su séquito incluyó representantes de 80 empresas argentinas, que se reunieron con 300 negocios egipcios para discutir posibles arreglos comerciales. Las reuniones entre representantes empresariales de las dos naciones se centraron en ampliar la capacidad de los negocios argentinos para llegar a los mercados egipcios de alimentos, productos mecánicos y gasolina.
En 1999, el ministro de Interior de Argentina, Carlos Corach, viajó a El Cairo, donde se reunió con el ministro de Interior de Egipto, Habib El Adli, para discutir sobre la cooperación entre los dos países en la lucha contra el terrorismo y el crimen organizado. A esto le siguió una delegación argentina encabezada por Jorge González, viceministro de Economía de la Argentina, que fue a El Cairo para discutir acuerdos sobre el uso de los puertos.